# Голірудхаус
Голірудхаус (англ. Holyroodhouse) — офіційна резиденція британських монархів у Шотландії, розташована у столиці цієї країни — Единбурзі. Найменування походить від перекрученого англо-шотландського Haly Ruid («Святий Хрест»).

## Абатство
На місці комплексу будівель палацу первинно знаходилось Голірудське абатство августинського ордену, засноване у 1128 році королем Шотландії Давидом I. З XV століття абатство почало активно використовуватись для проведення коронацій та організації весіль осіб королівського роду. У XVIII столітті дах головної будівлі завалився, й нині абатство являє собою добре відреставровані руїни.

## Палац

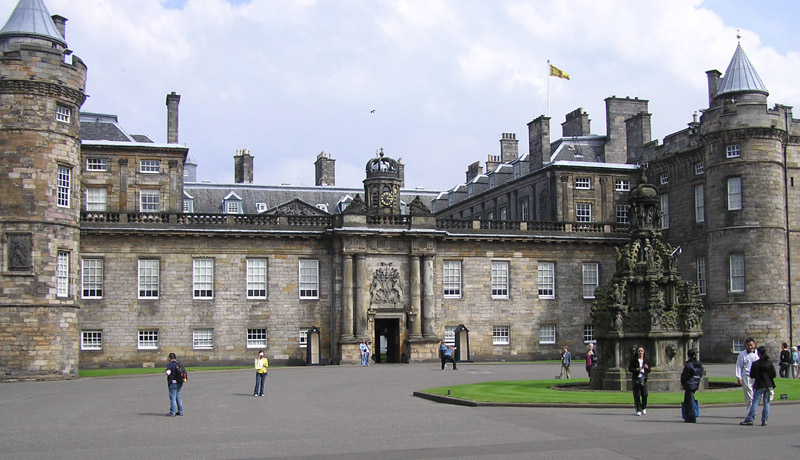
Парадний вхід до палацу

До завершення XV століття готель при абатстві був перетворений на резиденцію для королів Шотландії. У 1498—1501 роках Яків IV збудував на місці готелю ренесансний палац, який, у міру зростання значення Единбурга як столиці Шотландії, став головним королівським палацом. У XVI столітті Голірудгауз був резиденцією Марії Стюарт, й донині збереглись інтер'єри цих покоїв. У 1671—1679 роках будівлю було перебудовано за наказом короля Карла II. У Голіруді жив французький король Карл X, як під час першого вигнання (ще бувши графом д'Артуа), так і після того, як був скинутий Липневою революцією у 1830 році.
Нині палац використовується монархами Великої Британії під час їх офіційних візитів до Шотландії. Існує традиція, що принаймні один тиждень на рік королева проводить у Голірудгаузі. Тут королева призначає першого міністра Шотландії і проводить королівські прийняття. У вільний від відвідання особами королівської родини час палац відкрито для відвідувачів.